# Свенковичи
Свенковичи (также Свинковичи) — летописный населенный пункт, упоминается один раз в Ипатьевской летописи под 1160 годом, как правобережное поселение на реке Десне у переправы выше Чернигова: « и приъхавь Изяславъ къ Деснъ противу Свънковичемъ и в зоръ переправи полци своя чересъ Десну». П. В. Голубовский нашел в описании земель Чернигова упоминание о «Свиньской переправе» при устье реки Свини; здесь же на правом берегу Десны — деревня Свинь.
Нельзя не учитывать патронимический характер форманта -вичи. Формально не исключена возможность происхождения названия от антропонима, а не гидронима, например, известно имя новгородца Ивач Свеневич или Свиневич, Свенич (под 6694 (1186) г..